# Коста Василев
Коста Василев, наричан Гори гащи, е български революционер, деец на Вътрешната македоно-одринска революционна организация.

## Биография
Коста Василев е роден през 1880 година в село Българска Блаца, тогава в Османската империя. На 7 – 8-годишна възраст заминава за Цариград, където работи баща му, и завършва Фенерското училище. Със стипендия заедно с баща си заминава да учи в София, където през 1900 година се присъединява към ВМОРО. В 1902 година се включва в четата на Иван Попов, която от Цариград пристига в Гърция на път за Костурско. Там обаче са арестувани и са освободени едва през октомври 1902 година. Скоро след това Иван Попов и Коста Василев сами преминават границата и през октомври 1902 година пристигат в Жупанища. Зимата Василев прекарва в Жупанища и Орман, а Попов в Косинец и Дъмбени, като обикалят селата и водят подготовка за въстание. На 13 април 1903 година Коста Василев участва в сражението с турския аскер при Смърдеш.
През Илинденско-Преображенското въстание е подвойвода в Блацката чета. На 23 юли 1903 година при превземането на Клисура командва левия фланг на четата, обсажда града, разбива пристигналите османски подкрепления и пленява обоза им. На 28 юли в сражението при Биглища командва селските чети от Блацкия център. На 29 юли в сражение при Локвата е разбит разузнавателният отряд на Хюсеин паша, а боризанът му е пленен. От него Василев научава турската сигнализация в по-късното сражение на Бигла и превземането на Невеска успява да разстрои турските планове и да улесни победата.
На 29 юли гарнизонът от Невеска – 500 войници напада и изгаря Прекопана. Невеска е обкръжена на 12 август от три страни от костурските чети, а от север – от леринските, общо 2000 души. Блацката чета на Василев поддържа огъня и подсигурява настъплението на четата на Иван Попов. Като сигналист Василев заблуждава противника и внася объркване.
На 14 август Блацката чета посреща при Дробока и Голината настъпващата към Вич и Върбица 20 000-на армия на Хюсеин паша. Четата удържа позицията си, но сражението загиват Цильо Младенов, Трайко Миленски, Сотир, Христо Спиров, Атанас Орлов, Андрей Сидов – ученици в Битоля и родом от Бобища, Никола Грънчаров от Загоричани и Зисо Василев от Олища.
След разгрома на въстанието Василев остава в Костурско и в четата му се събират отделни оцелели четници от различни чети. Василев прави няколко набега из Пополе и Саракина планина. През зимата се оттегля в Гърция, където е затворен.
Умира на 19 август 1936 година в София. В списание „Илюстрация Илинден“ е поместено следното съобщение:
| „ | И друго свидно чедо на българско Костурско ни напусна. Отлетѣ и отнесе въ безкрайноститѣ на Всемира дето обитаватъ великитѣ сѣнки - сѣнкитѣ на творцитѣ на Илиндень - голѣмата ни скръбь по изгубената Родина, на която той Коста Василевъ, роден в с. Българско-Блаца (Костурско), безукоризнено и свято ѝ служи още отъ ранни години на своята младость. | “ |